# 争取民主运动 (斯洛伐克)

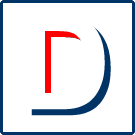
争取民主运动标志

争取民主运动是斯洛伐克的一个已不存在的斯洛伐克民族主义和民粹主义政党，2002年7月12日，该党成立，分裂自人民党—争取民主斯洛伐克运动。首任领导人为伊万·加什帕罗维奇。2018年12月，改名为人民之声。2021年3月9日，改组为共和运动。